# Премия Жюля Верна
Премия Жюля Верна (фр. Prix Jules-Verne) — французская литературная награда за лучший научно-фантастический роман, впервые опубликованный во Франции и выдержанный в духе фантазий-приключений Жюля Верна. Премия была основана на грант, полученный от издательства «Ашетт Ливр», впервые присуждена в 1927 году. Премия присуждалась с 1927 по 1933 годы и с 1958 по 1963 годы.

## Лауреаты

### Премия Жюля Верна с 1927 года до 1933 года
- 1927: Октавий Беляр, роман «Младшая дочь Михаила Строгоффа».
- 1928: Дж. Л. Гастон Пастре, роман «Тайна Песков».
- 1929: Альберт Бейли, роман «Эфир-Альфа».
- 1930: Танкред Валлерей, роман «Остров с зелёным песком».
- 1931: Эрве де Песлуан, роман «Странная угроза профессора Юшкова».
- 1932: Пьер Палау, роман «Странное исчезновение Джеймса Батлера».
- 1933: Жан-Туссен Самат, роман «Пылающие корабли».

### Премия Жюля Верна с 1958 года до 1963 года
- 1958: Серж Мартель, роман «Прощание со звёздами».
- 1959: Даниел Дрод, роман «Поверхность планеты».
- 1960: Альбер Игон, роман «Машина власти».
- 1961: Жером Серель, роман «Подпространство».
- 1962: Филипп Курваль[фр.], роман «Космический прибой».
- 1963: Владимир Волков, роман «Метро для ада»[1].